# 鎮西清高
鎮西 清高（ちんぜい きよたか、1933年12月6日 - 2023年7月27日）は、日本の地質学・古生物学者。京都大学名誉教授。元日本古生物学会会長。専門は、軟体動物化石の古生態・日本列島の地史。
理学博士（東京大学・1961年）（学位論文「馬渕川谷新第三系の地質学的及び古群集生態学的研究」）。長野県下伊那郡下條村出身。

## 略歴
- 1956年：横浜国立大学学芸学部（現：教育学部）を卒業[2]。
- 1961年：東京大学大学院数物系研究科地質学専攻博士課程を修了し助手となる[2]。同年3月、学位論文「馬渕川谷新第三系の地質学的及び古群集生態学的研究」で東京大学より理学博士の学位を取得。
- 1972年：東京大学理学部助教授に就任[2]。
- 1986年：京都大学理学部教授に就任[2]。
- 1991年：日本古生物学会会長[3]
- 1995年：京都大学理学部長を兼任[2]。
- 1997年：京都大学を定年退官し、大阪学院大学教授に就任。
- 2000年：大阪学院大学情報学部長を兼任[2]。
- 2004年：退職。

## 業績
- 近代古生態学の開拓者の一人である。
- 化石群集の古生態を論ずる際の基礎となる現象の一つ「時代的相同」の現象を発見した。これによって時代の異なる群集間の群集構造の比較が合理的に行われるようになった。またこれをもとに、日本の新第三紀貝化石群の変遷を総括した[4][5]。
- テチスの下部ジュラ系産、正体不明化石が翼形類の固着性二枚貝であることを証明し、その機能形態を論じた[6]。
- 日本の白亜系から極端に細長い化石カキを発見、その形態や貝殻構造を記載し、生態を論じた[7]。
- カキなど固着性二枚貝で泥底に適応しているものについて、その機能形態と進化を論じた[8]。
- 地球物理学者の上田誠也や惑星科学者の松井孝典ら他の地球科学者とともにNHKの『地球大紀行』の制作に関わった。鎮西は『地球大紀行』単行本（全6巻）の見返しデータ作成及び単行本第4巻の取材協力・写真･資料提供、そして単行本第4巻の付録の執筆を担当した。
- 京都大学総合博物館の設立に尽力した。
- 日本古生物学会および日本第四紀学会の会長を務めた。

## 主な受賞歴など
- 1968年 日本古生物学会論文賞
- 1972年 日本古生物学会学術賞
- 2002年 日本古生物学会賞（横山賞）
- 2009年 日本地質学会論文賞
- 2014年 日本地球惑星科学連合フェロー

## 主な編著書・訳書
- ラウプ・スタンレー（著）花井哲郎・速水格・小西健二・鎮西清高（訳）「古生物学の基礎」、どうぶつ社、1985年。ISBN 4886221017
- 勘米良亀齢・鎮西清高・水谷伸治郎（編）「地球表層の物質と環境」（地球科学選書）、岩波書店、1991年。ISBN 978-4000078375
- 貝塚爽平・鎮西清高・小疇尚・五百沢智也・松田時彦・藤田和夫（著）「新版－日本の自然 (2) 日本の山」、岩波書店、1995年。ISBN 978-4000079624
- 米倉伸之・野上道男・貝塚爽平・鎮西清高（編）「日本の地形 (1) 総説」、東京大学出版会、2001年。ISBN 978-4130647113
- 小池一之・鎮西清高・田村俊和・宮城豊彦（編）「日本の地形 (3) 東北」、東京大学出版会、2005年。ISBN 978-4130647137
- アームストロング他（著）池谷仙之・鎮西清高（訳）「微化石の科学」、朝倉書店、2007年。ISBN 978-4254162578
- セルダン他（著）鎮西清高（訳）「世界の化石遺産－化石生態系の進化」、朝倉書店、2009年。ISBN 978-4254162615
- 太田陽子・鎮西清高・野上道男・松田時彦・町田洋・小池一之（著）「日本列島の地形学」、東京大学出版会、2010年。ISBN 978-4130627177
- 鎮西清高・植村和彦（編）「古生物の科学 (5) 地球環境と生命史」、朝倉書店、2011年。ISBN 978-4254168259